# جوردي أوسي توتو
جوردي مارتن إيمانويل أوسي توتو لاعب كرة قدم في الدوري الإنجليزي يلعب كظهير أيمن مع نادي آرسنال.